# Filip Mihaljević
Filip Mihaljević (ur. 31 lipca 1994 w Livnie) – chorwacki lekkoatleta specjalizujący się w pchnięciu kulą i rzucie dyskiem.
W 2013 został w Rieti wicemistrzem Europy juniorów w pchnięciu kulą. Złoty medalista młodzieżowych mistrzostw Europy w Tallinnie (2015). W marcu 2016 zdobył brązowy medal w konkursie pchnięcie kulą podczas halowych mistrzostw świata w Portland.
Mistrz Europy z Monachium (2022) oraz wicemistrz Europy z Rzymu (2024).
Medalista mistrzostw Chorwacji oraz czempionatu NCAA.

## Osiągnięcia
| Rok  | Impreza                                  | Miejsce        | Konkurencja            | Pozycja           | Wynik |
| ---- | ---------------------------------------- | -------------- | ---------------------- | ----------------- | ----- |
| 2013 | Mistrzostwa Europy juniorów              | Rieti          | pchnięcie kulą (6 kg)  | 2. miejsce        | 20,23 |
| 2013 | Mistrzostwa Europy juniorów              | Rieti          | rzut dyskiem (1,75 kg) | 11. miejsce       | 55,84 |
| 2015 | Młodzieżowe mistrzostwa Europy           | Tallinn        | pchnięcie kulą         | 1. miejsce        | 19,35 |
| 2015 | Młodzieżowe mistrzostwa Europy           | Tallinn        | rzut dyskiem           | 4. miejsce        | 58,76 |
| 2016 | Halowe mistrzostwa świata                | Portland       | pchnięcie kulą         | 3. miejsce        | 20,87 |
| 2016 | Mistrzostwa Europy                       | Amsterdam      | pchnięcie kulą         | el. – 22. miejsce | 18,72 |
| 2016 | Igrzyska olimpijskie                     | Rio de Janeiro | pchnięcie kulą         | el. – 21. miejsce | 19,69 |
| 2017 | Halowe mistrzostwa Europy                | Belgrad        | pchnięcie kulą         | el. – 12. miejsce | 19,94 |
| 2017 | Mistrzostwa świata                       | Londyn         | pchnięcie kulą         | el. – 14. miejsce | 20,33 |
| 2018 | Igrzyska śródziemnomorskie               | Tarragona      | pchnięcie kulą         | 6. miejsce        | 19,56 |
| 2018 | Mistrzostwa Europy                       | Berlin         | pchnięcie kulą         | el. – 22. miejsce | 19,32 |
| 2019 | II liga drużynowych mistrzostw Europy    | Varaždin       | pchnięcie kulą         | 2. miejsce        | 21,03 |
| 2019 | II liga drużynowych mistrzostw Europy    | Varaždin       | rzut dyskiem           | 4. miejsce        | 62,30 |
| 2019 | Mecz Europa – USA                        | Mińsk          | pchnięcie kulą         | 3. miejsce        | 21,60 |
| 2019 | Mistrzostwa świata                       | Doha           | pchnięcie kulą         | 11. miejsce       | 20,48 |
| 2021 | Halowe mistrzostwa Europy                | Toruń          | pchnięcie kulą         | 3. miejsce        | 21,31 |
| 2021 | Igrzyska olimpijskie                     | Tokio          | pchnięcie kulą         | el. – 15. miejsce | 20,67 |
| 2022 | Halowe mistrzostwa świata                | Belgrad        | pchnięcie kulą         | 4. miejsce        | 21,83 |
| 2022 | Mistrzostwa świata                       | Eugene         | pchnięcie kulą         | 6. miejsce        | 21,82 |
| 2022 | Mistrzostwa Europy                       | Monachium      | pchnięcie kulą         | 1. miejsce        | 21,88 |
| 2023 | Halowe mistrzostwa Europy                | Stambuł        | pchnięcie kulą         | 4. miejsce        | 21,43 |
| 2023 | II dywizja drużynowych mistrzostw Europy | Chorzów        | pchnięcie kulą         | 1. miejsce        | 21,33 |
| 2023 | Mistrzostwa świata                       | Budapeszt      | pchnięcie kulą         | 7. miejsce        | 21,57 |
| 2024 | Halowe mistrzostwa świata                | Glasgow        | pchnięcie kulą         | 8. miejsce        | 20,73 |
| 2024 | Mistrzostwa Europy                       | Rzym           | pchnięcie kulą         | 2. miejsce        | 21,20 |
| 2024 | Igrzyska olimpijskie                     | Paryż          | pchnięcie kulą         | el. – 14. miejsce | 20,75 |

## Rekordy życiowe
- pchnięcie kulą (7,26 kg, stadion) – 21,94 (5 czerwca 2021, Karlovac) rekord Chorwacji
- pchnięcie kulą (7,26 kg, hala) – 21,84 (27 lutego 2020, Belgrad i 22 lutego 2022, Toruń) rekord Chorwacji
- pchnięcie kulą (6 kg) – 20,35 (1 maja 2013, Bar)
- rzut dyskiem – 63,76 (9 czerwca 2017, Eugene)